# Sergio Giral
Pour les articles homonymes, voir Giral (homonymie).
Sergio Giral est un réalisateur né le 2 janvier 1937 à La Havane (Cuba) d'une mère américaine et d'un père cubain et mort le 12 mars 2024. Il grandit à New-York, suit des études d'arts plastiques et aspire à devenir peintre. Il étudie également la réalisation documentaire. Le cinéaste Nestor Almendros lui propose en 1962 de travailler à l'Institut Cubain de l'Art et de l'Industrie Cinématographique (ICAIC). Sergio Giral y réalise une série de courts-métrages. Il est particulièrement remarqué pour sa trilogie El otro Francisco, Rancheador et Maluala portant sur l'esclavage dans les Caraïbes au XIXe siècle. Sergio Giral retourne vivre aux États-Unis au début des années 1990. En 1995, il réalise La imagen rata, documentaire dédié aux cinéastes exilés.
| Année | Titre                     |
| 1967  | Cimarrón                  |
| 1968  | Gonzalo Roig              |
| 1973  | Qué bueno canta usted     |
| 1975  | El otro Francisco         |
| 1975  | Rancheador                |
| 1979  | Maluala                   |
| 1981  | Techo de vidrio           |
| 1986  | Plácido                   |
| 1991  | María Antonia             |
| 1995  | La imagen rota            |
| 2000  | Chronicle of an ordinance |
| 2004  | Al barbaro del ritmo      |
| 2010  | Dos Veces Ana             |